# Września (công xã)
Gmina Września là một vùng thành thị-nông thôn (công xã) ở Września, Voivodeship Greater Ba Lan, ở phía tây trung tâm Ba Lan. Khu vực hành chính của nó là thị trấn Września, nằm cách khoảng 46 kilômét (29 mi) về phía đông của thủ đô Pozna.
Gmina có diện tích 221,84 kilômét vuông (85,7 dặm vuông Anh), và tính đến năm 2012, tổng dân số của nó là 45.523 (trong đó dân số Września lên tới 29.564, và dân số của vùng nông thôn của Gmina là 15.959).

## Làng
Ngoài thị trấn Wrzesnia, Gmina Wrzesnia gồm các làng và các khu định cư của Bardo, Białężyce, Bierzglin, Bierzglinek, Broniszewo, Chocicza Mala, Chocicza Wielka, Chociczka, Chwalibogowo, Czachrowo, Dębina, Gonice, Goniczki, Gozdowo, Gozdowo-Mlýn, Grzybowo, Grzymysławice, Gulczewko, Gulczewo, Gutowo Nam, Gutowo Wielkie, Kaczanowo, Kawęczyn, Kleparz, Marzelewo, Marzenin, Nadarzyce, Neryngowo, Noskowo, Nowa Wies Królewska, Nowy Folwark, Obłaczkowo, Osowo, Ostrowo Szlacheckie, Otoczna, Przyborki, Psary Nam, Psary Polskie, Psary Wielkie, Radomice, Sędziwojewo, Słomówko, Słomowo, Sobiesiernie, Sokołówko, Sokołowo, Sołeczno, Stanisławowo, Strzyżewo, Węgierki, Wódki và Żerniki.

## Gmina lân cận
Gmina Września giáp với các Gmina của Czerniejewo, Dominowo, Kołaczkowo, Miłosław, Nekla, Niechanowo, Strzałkowo và Witkowo.

## Nhân khẩu học
Theo điều tra dân số năm 2012:  
| Sự miêu tả | Toàn bộ | Toàn bộ | Đàn bà | Đàn bà | Đàn ông | Đàn ông |
| ---------- | ------- | ------- | ------ | ------ | ------- | ------- |
|            | Người   | %       | Người  | %      | Người   | %       |
| Dân số     | 45,523  | 100     | 22.086 | 48,5   | 23.437  | 51,5    |